# Dracophyllum ophioliticum
Dracophyllum ophioliticum là một loài thực vật có hoa trong họ Thạch nam. Loài này được S.Venter mô tả khoa học đầu tiên năm 2002.